# تشمة زنان (شلال ودشتغل)
تشمة زنان (بالفارسية: چشمه زنان) هي منطقة سكنية تقع في إيران في قسم شلال ودشتغل الريفي.